# ZIL-131
O ZIL-131 é um caminhão militar de 3,5 toneladas 6x6 de uso geral projetado na União Soviética pela ZIL. O modelo básico é um caminhão de carga geral. As variantes incluem um caminhão trator, um caminhão basculante, um caminhão tanque e um 6x6 para rebocar um reboque motorizado de 4 rodas.
O ZIL-131 foi introduzido em 1966; é uma versão militar do ZIL-130, e os dois caminhões compartilham muitos componentes. O ZIL-131 6x6 tem o mesmo equipamento que o GAZ-66 e o Ural-375D.
O ZIL-130/131 estava em produção na fábrica de caminhões da AMUR (ZIL-130 como AMUR-531350 e ZIL-131 como AMUR-531340), com motores a gasolina e diesel, de 1987 até 2012, quando a AMUR fechou e entrou com pedido de falência.

## Especificações
- Capacidade de assentos (cabine): 3
- Peso bruto: 6700 kg
- Carga útil: 5.000 kg mais reboque 5.000 kg (na estrada) ou 3.500 kg mais reboque 4.000 kg fora da estrada.
- Suspensão: eixos sólidos com molas de lâmina.
- Motor: V8 gasolina (carburador) ZIL-130
- Cilindrada: 6.960 cc (diâmetro 3,94", curso 4,36")
- Taxa de compressão: 6,5:1.
- Velocidade máxima: 80 km/h
- Freios: tambores, com controle pneumático.
- Distância de parada (a 35 km/h): 12 m
- Comprimento: 7,04 m
- Largura: 2,49 m
- Altura: 2,49 m (cabine)/ 2,97 m (carroceria de transporte)
- Distância entre eixos: 3,30 m + 1,40 m
- Bitola dianteira traseira: 1,83 m/1,80 m
- Medidas do pneu: 12,00x20
- Manobrabilidade: círculo de viragem 33'5.6", ângulo de aproximação 36°, ângulo de saída 40°, ângulo máximo de subida 31° (com carga de 3.750 kg), distância ao solo 330 mm, ultrapassagem de vau 1,40 m
- Pneus: 305R20
- Pressão dos pneus: 7,1-60 psi (controlada).
- Tanques de combustível: 2x45 gal.
- Economia de combustível: 2,5 km/L (cidade), 2 a 1 km/L (estrada).
- Preço: $7.300 a $8.300 USD
- transmissão: 5 velocidades, caixa de transferência de 2 velocidades

## Variantes

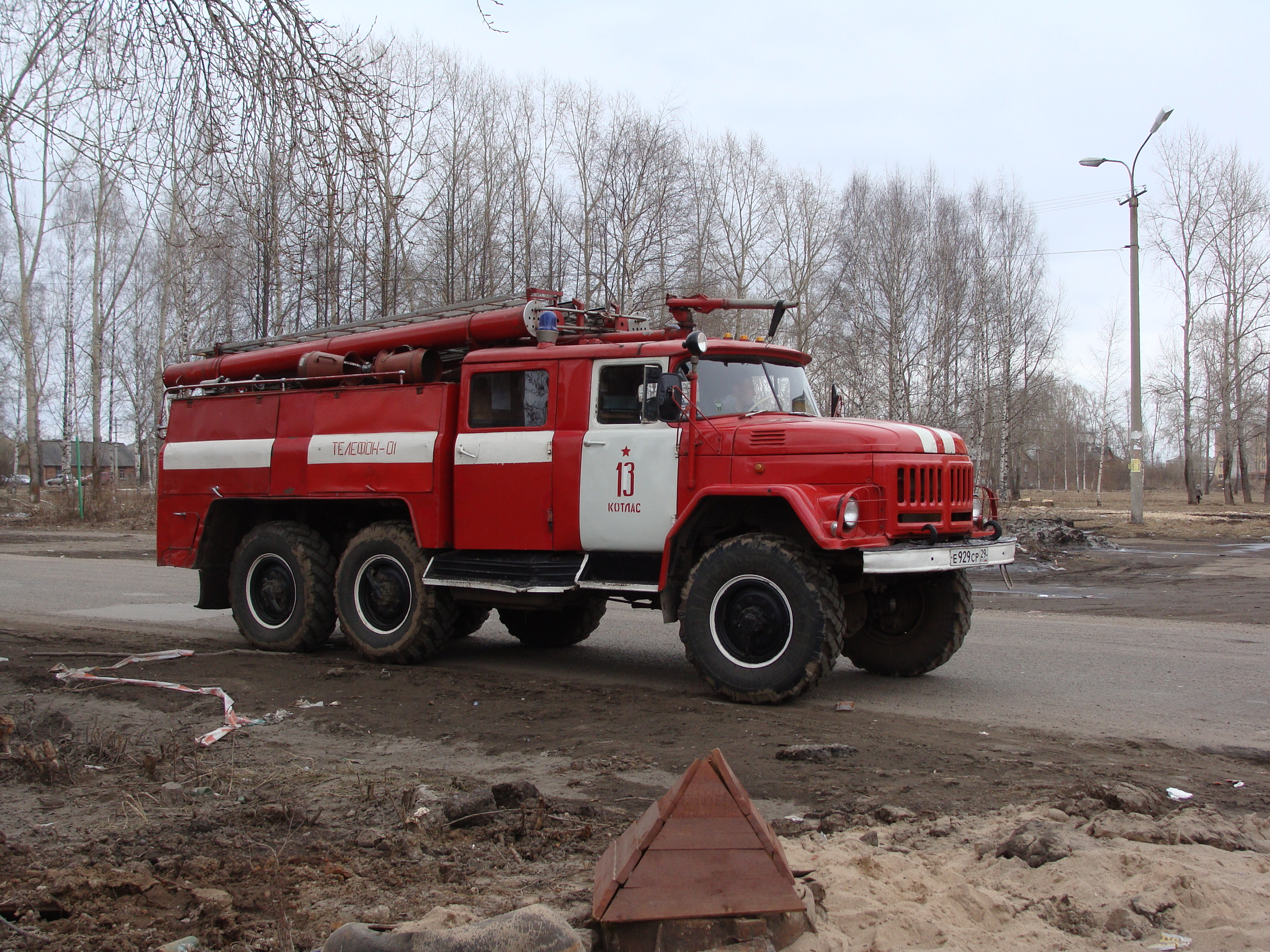
Caminhão de bombeiros baseado no ZIL-131

- ZIL-131 (ЗиЛ-131) - Caminhão de carga de 3,5 toneladas[1]
  - ZIL-131N (ЗиЛ-131Н) - Caminhão de carga de 3,75 toneladas com novo motor ZIL-5081, produção em massa iniciada em dezembro de 1986
- ZIL-131V (ЗиЛ-131В) - unidade tratora
- ATZ-3,4-131 (АТЗ-3,4-131) - caminhão-tanque
- 9P138 (9П138) - uma variante de 36 tubos do lançador de foguetes BM-21 "Grad" no ZIL-131.

Os ZIL-131 foram equipados com motor diesel ZIL-0550 fabricado pela Fábrica Automotiva de Ural desde 2002.

## Operadores
- Afeganistão[5]
- Albânia[5]
- Angola[5]
- Armênia[6]
- Azerbaijão[7]
- Bielorrússia[7]
- Bulgária[8]
- Chéquia[8]
- Egito[9]
- Finlândia[9]
- Geórgia[7]
- Cazaquistão[7]
- Quirguistão[7]
- Moldávia[7] - Forças Armadas da Moldávia[10]
- Mongólia - Forças Armadas da Mongólia[11]
- Coreia do Norte[12]
- Polónia[13]
- Rússia[14]
- Eslováquia[13]
- Síria[15]
- Tajiquistão[7]
- Transnístria[16]
- Turquemenistão[7]
- Ucrânia - Forças Armadas da Ucrânia[17]
- Uzbequistão[7]
- Vietname[18]

### Ex-operadores
- Tchecoslováquia[19]
- Alemanha Oriental[20]
- Hungria - Forças Armadas da Hungria[21]
- Nicarágua - Exército Popular Sandinista[22]
- União Soviética
- Iugoslávia

## Galeria

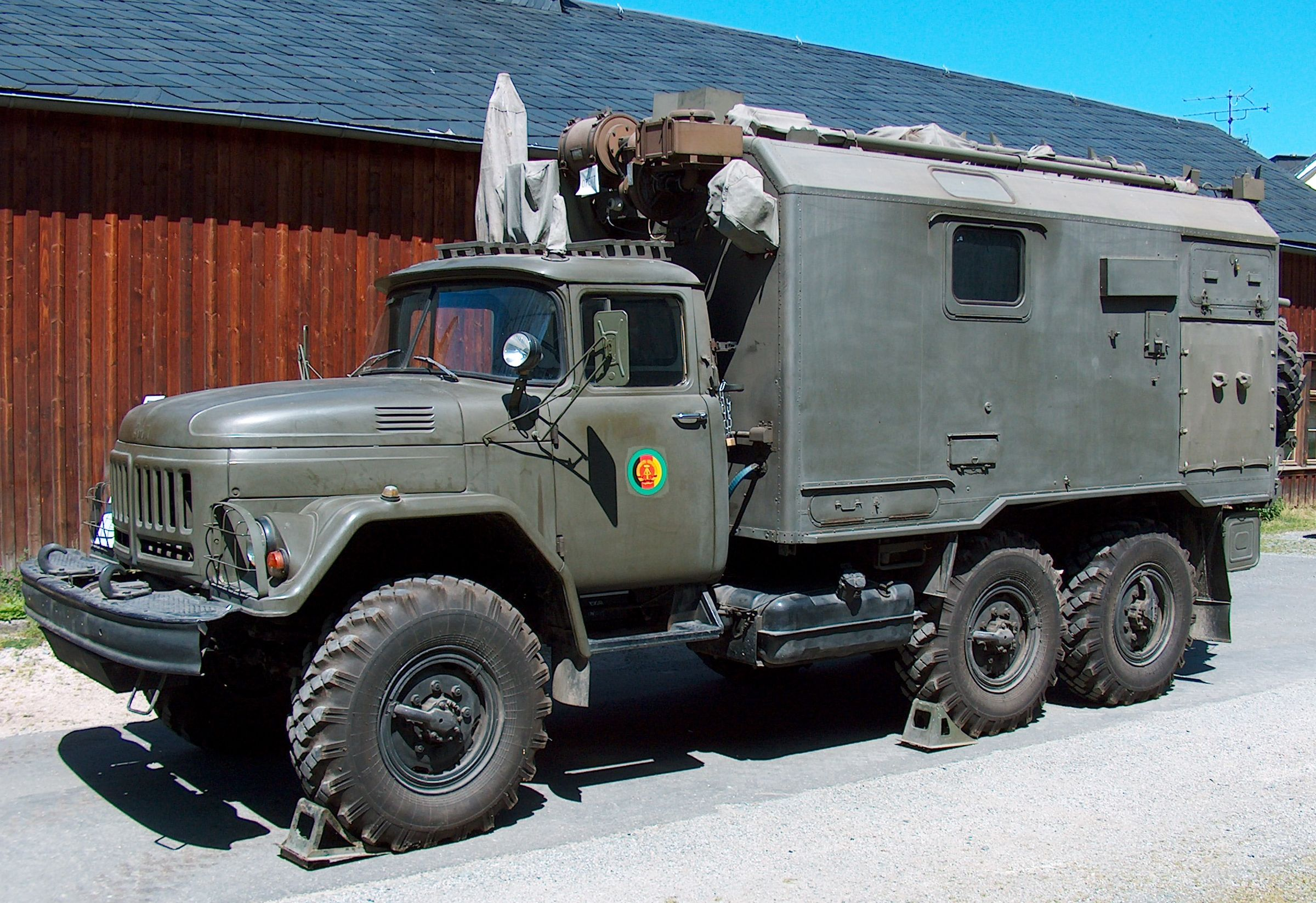
Um ZIL-131 dos Grenztruppen da Alemanha Oriental.
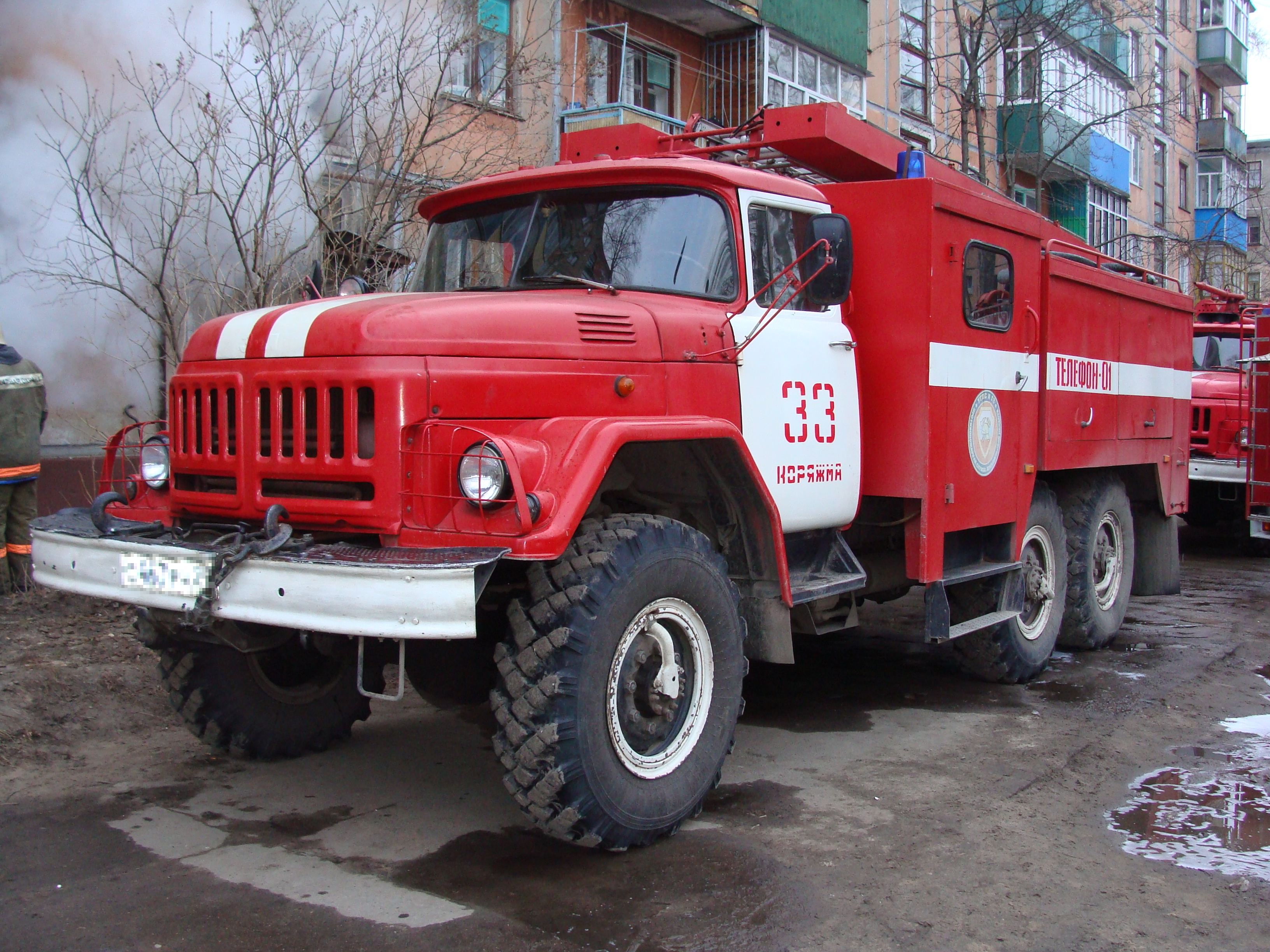
Caminhão de bombeiros АЦ-3,0-40(131)М9-АР-01 baseado no ZIL-131
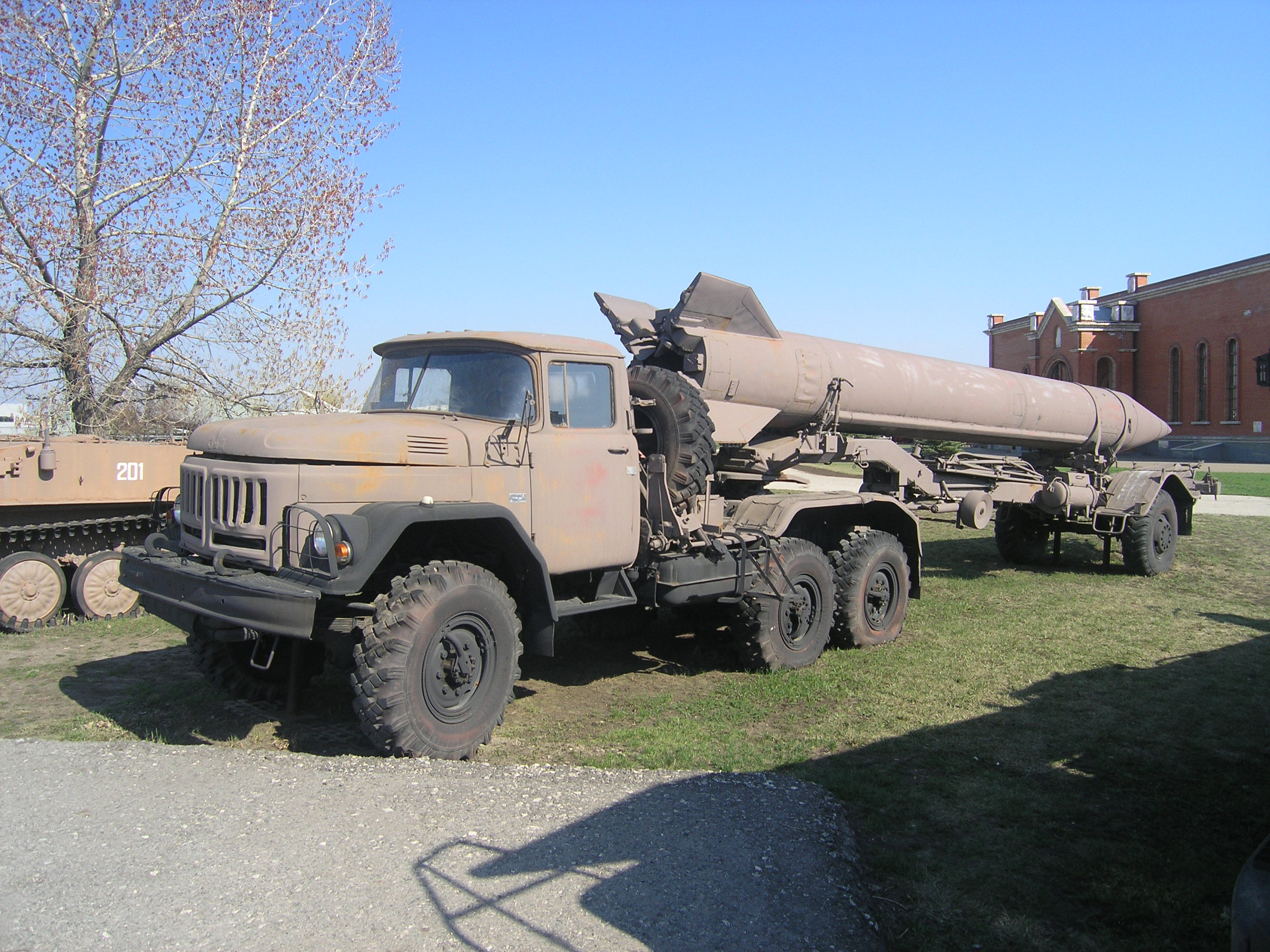
Trator ZIL-131V com míssil R-17 Elbrus SCUD
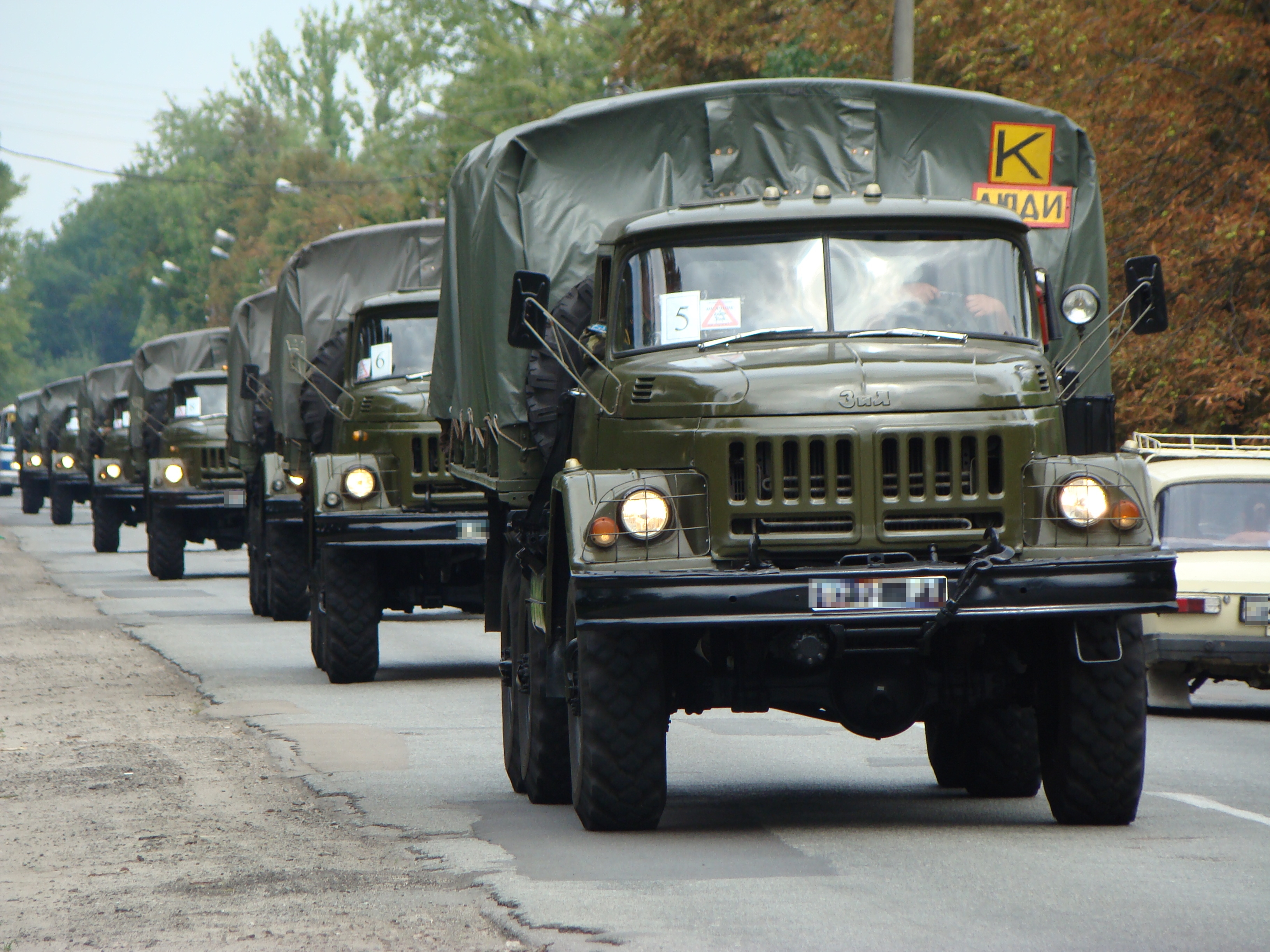
ZIL-131 do Exército Ucraniano
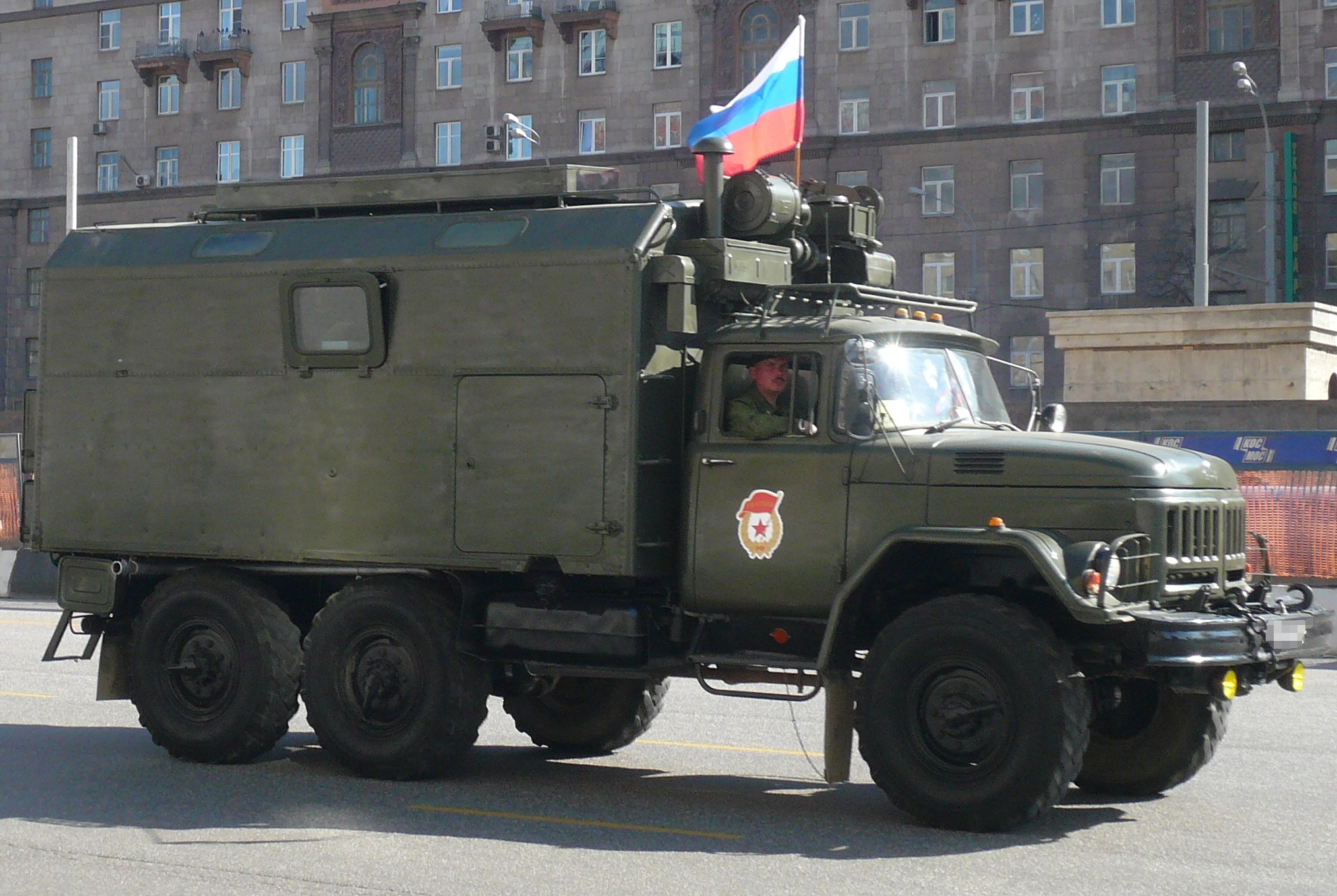
Posto de comando ZIL-131
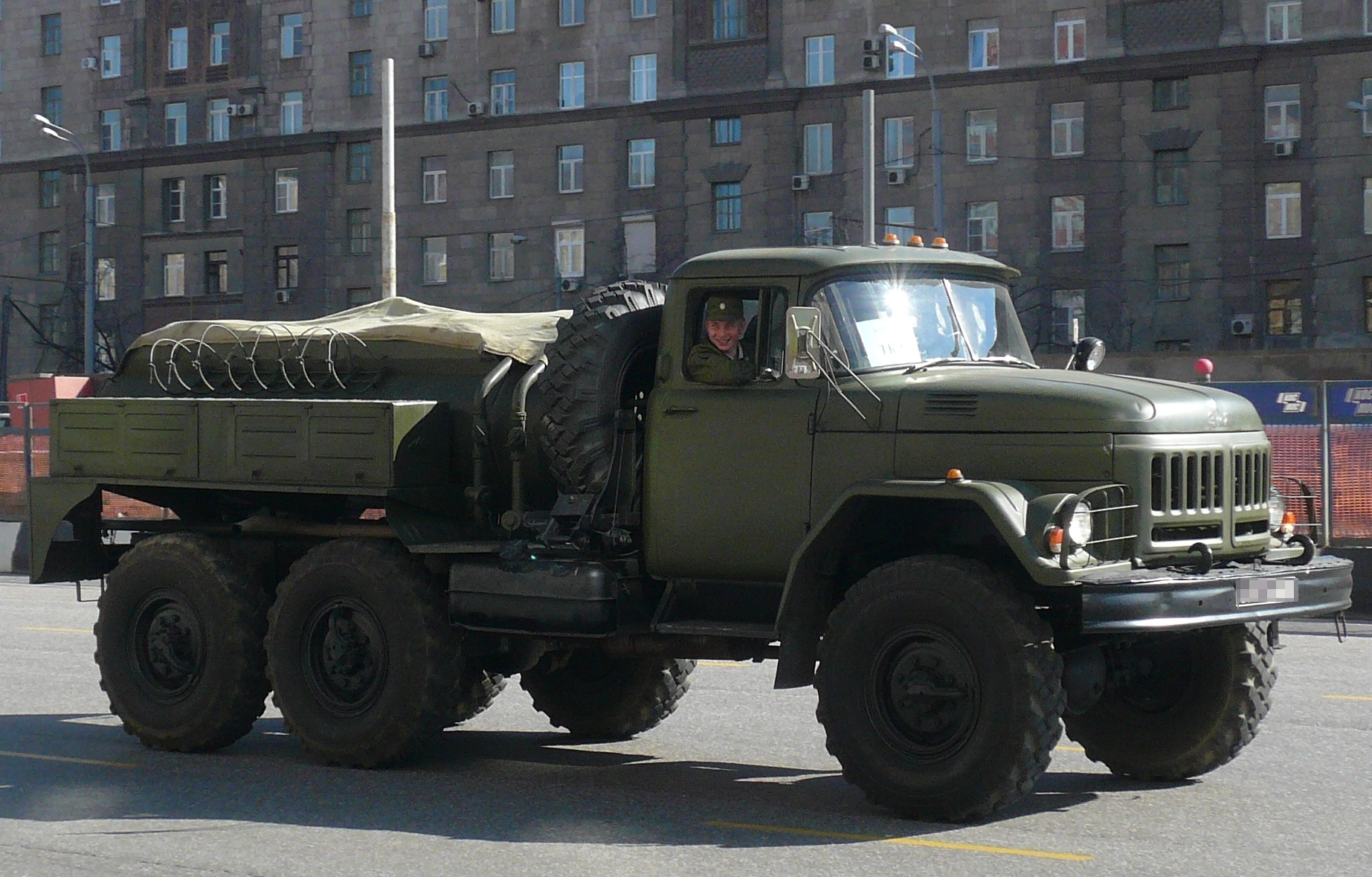
Caminhão-tanque ZIL-131
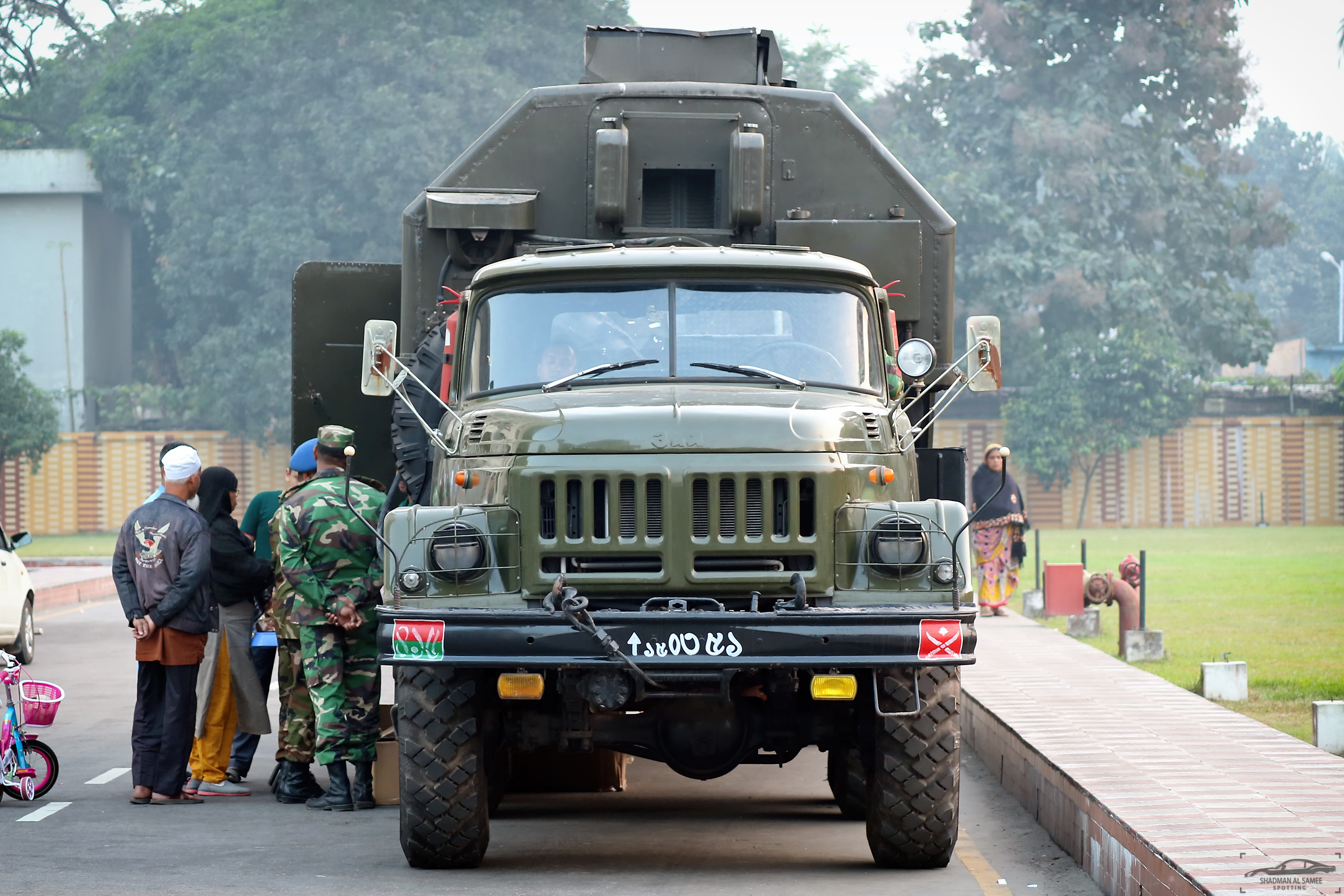
Exército de Bangladesh com ZIL-131
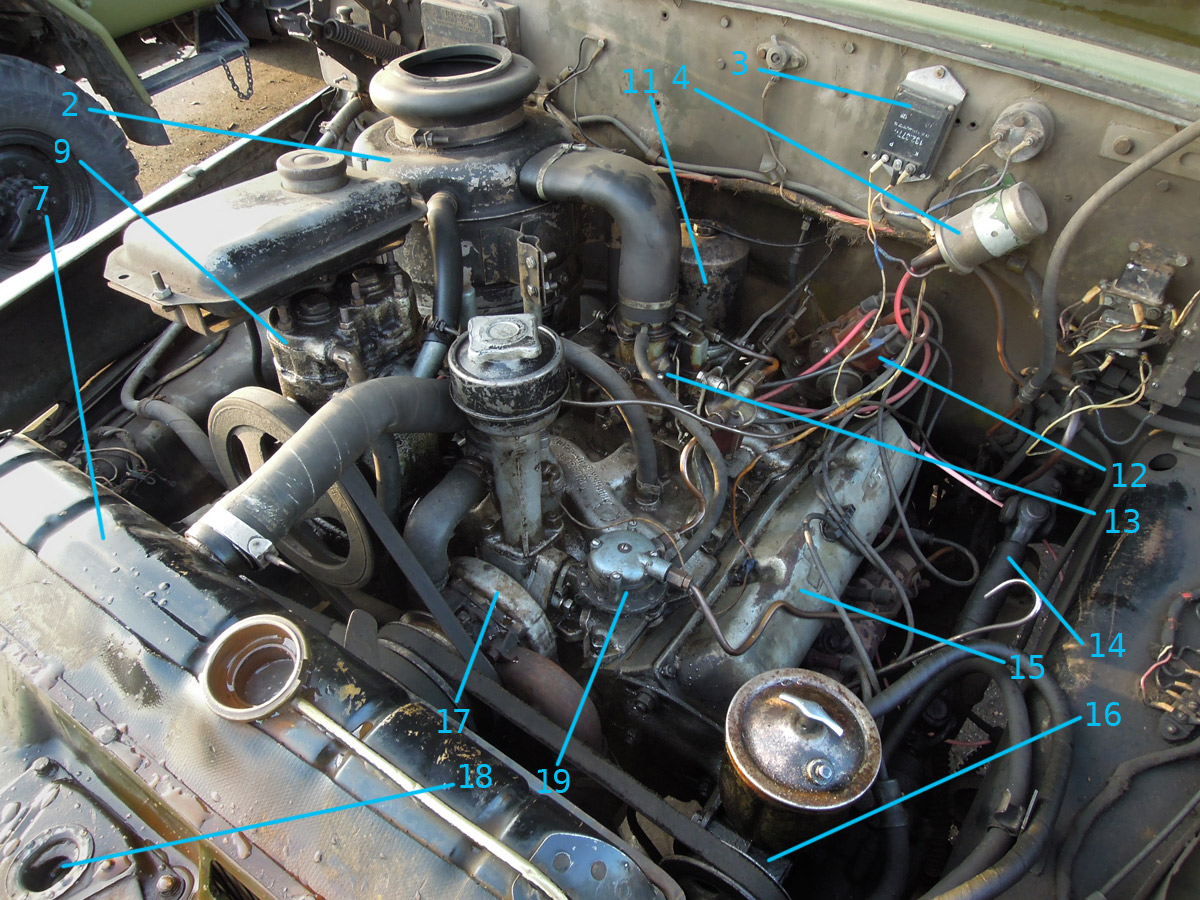
Lado esquerdo do motor
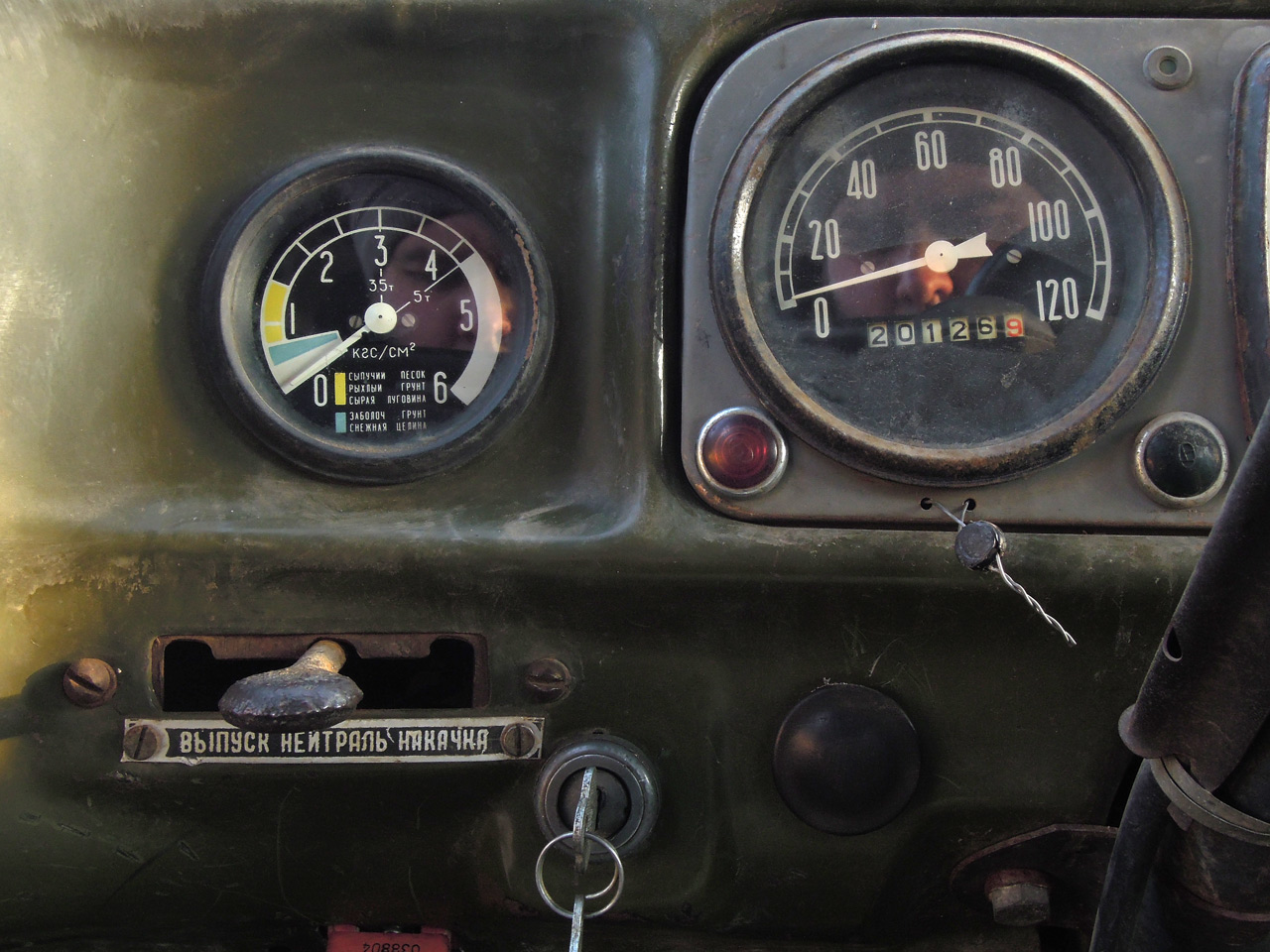
Manômetro e válvula de pressão dos pneus